# Lašské muzeum v Kopřivnici
Lašské muzeum v Kopřivnici je nejstarší oficiální muzejní institucí města. Bylo založeno v roce 1947 úsilím místního vlastivědného pracovníka Emila Hanzelky. Lašské muzeum je součástí Regionálního muzea v Kopřivnici a sídlí v tzv. Šustalově vile.
Nejrozsáhlejší ze stálých expozic muzea nabízí návštěvníkům možnost seznámit se s historií a produkcí místní keramické továrny, druhá pak připomíná život a dílo kopřivnického rodáka malíře Zdeňka Buriana. Další miniexpozice seznamují s významnými osobnostmi místního výtvarného života a litinovými soškami lidového umělce Františka Rajnocha.

## Historie

### 1947–1967
Lašské muzeum bylo slavnostně otevřeno 24. srpna 1947 u příležitosti oslav 50. výročí výroby prvního kopřivnického automobilu. Jeho zakladatelem je vlastivědný pracovník a organizátor společenského života města Emil Hanzelka. Ten se pokoušel ustavit malé muzeum už v meziválečném období, jeho snahy však byly završeny právě až po druhé světové válce.
Základem muzea při jeho založení byly zejména Hanzelkou shromážděné sbírky. Ty měly především charakter vlastivědný, dokumentovaly lokální historii, archeologii a etnografii, mapovaly v obrysech vývoj místního průmyslu, stavitelství a výtvarné kultury. V podstatě samostatnou součástí muzea byl také tzv. Lašský archiv, soubor Hanzelkou shromážděných fotografií, písemností a dalších dokumentů mapujících historii města Kopřivnice.
S dalším rozvojem automobilového průmyslu v Kopřivnici docházelo i výraznému vzestupu zájmu o sbírky spojené s továrnou Tatra a jejími výrobky. Vzhledem k rostoucímu počtu těchto sbírkových předmětů bylo Lašské muzeum výrazněji orientováno právě tímto směrem a v roce 1954 přebudováno na Speciální muzeum průmyslu automobilového a keramického, čímž byl vlastně položen základ současnému Technickému muzeu Tatra. Na budování této části muzea se významně podílel bývalý automobilový závodník Josef Veřmiřovský.
Mezi ostatními expozicemi zastoupenými v Lašském muzeu v prvních letech jeho existence zmiňme např. expozici geologickou, archeologickou, esperantskou, včelařskou, výstavku věnovanou Emilu Zátopkovi a několik dalších. Zároveň se pod patronacím muzea vytvořilo několik muzejních kroužků zaměřených na poznávání místní historie a kultury.

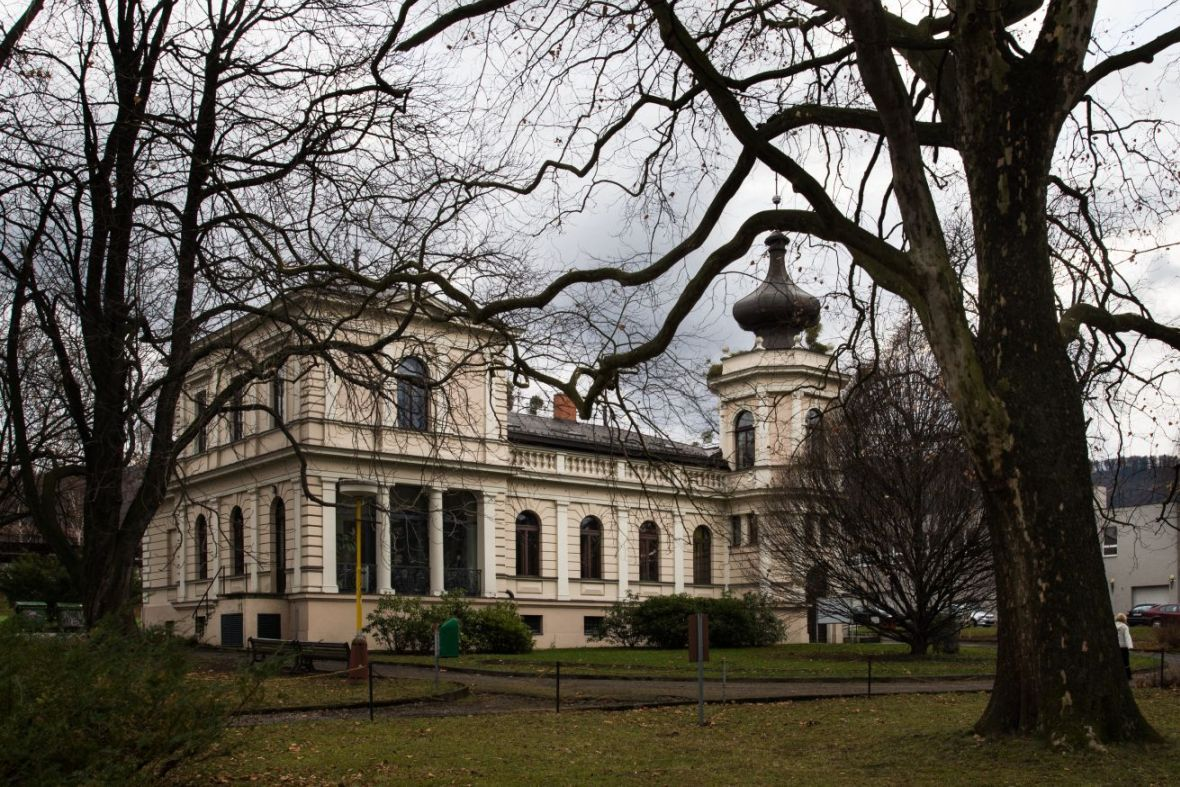
Budova Lašského muzea (Šustalova vila)

### Vznik Technického muzea
S blížícím se 70. výročím výroby prvního automobilu (1967) se počalo uvažovat o výrazném přebudování muzea, stavbě samostatné budovy pro automobilové expozice a převodu celé instituce pod národní podnik Tatra.
K tomu skutečně došlo a v roce 1967 byl v sousedství staré muzejní budovy slavnostně otevřen nový prosklený muzejní pavilon, do kterého se přemístily exponáty spojené s továrnou Tatra. Původní budova Lašského muzea, která prošla v letech 1966 a 1967 rozsáhlou opravou, sloužila jako ředitelství, byl v ní umístěn promítací sál a skýtala nadále přístřeší expozicím keramiky, historie města, rodáků ad. V jejím těsném sousedství byl umístěn vůz v Kopřivnici vyrobené Slovenské strely.
Zároveň došlo s účinností od 1. ledna 1968 k převodu celého muzea pod správu národního podniku Tatra. Muzeum se mění v Technické muzeum n. p. Tatra v Kopřivnici.

### Současnost
V roce 1997 byla otevřena nová budova Technického muzea v centru města. Původní Lašské muzeum i pavilon z roku 1967 byly veřejnosti uzavřeny. Budova Šustalovy vily byla v roce 1999 prohlášena za kulturní památku, v letech 2004 a 2005 celkově rekonstruována a od září 2005 opět slouží veřejnosti jako obnovené Lašské muzeum. I prosklený výstavní pavilon z roku 1967 prošel výraznými změnami a to když v roce 2004 pod tíhou sněhu propadla střecha a po té byl stržen.

## Činnost muzea
Lašské muzeum se ve své odborné činnosti věnuje především bádání a prezentaci regionální historie a výtvarného umění. Prostřednictvím svých stálých expozic rozvíjí povědomí o místní keramické továrně a jejích výrobcích, o odkazu a díle malíře Zdeňka Buriana, jakož i o dalších osobnostech spojených s kulturním životem města. Součástí programu muzea jsou rovněž přednášky, besedy, intenzivně jsou rozvíjeny aktivity muzejní pedagogiky. K tradičním akcím patří Muzejní noc, Knižní burza či série komorních koncertů "Z notového zápisníku".
Jako součást Regionálního muzea v Kopřivnici úzce spolupracuje především s Muzeem Fojtství a s Technickým muzeem Tatra. Lašské muzeum rozvíjí výraznou výstavní činnost, jejíž hlavní linie spočívá v prezentaci výtvarného umění, především umělecké grafiky a fotografie.

### Výběr významných výstav
2009

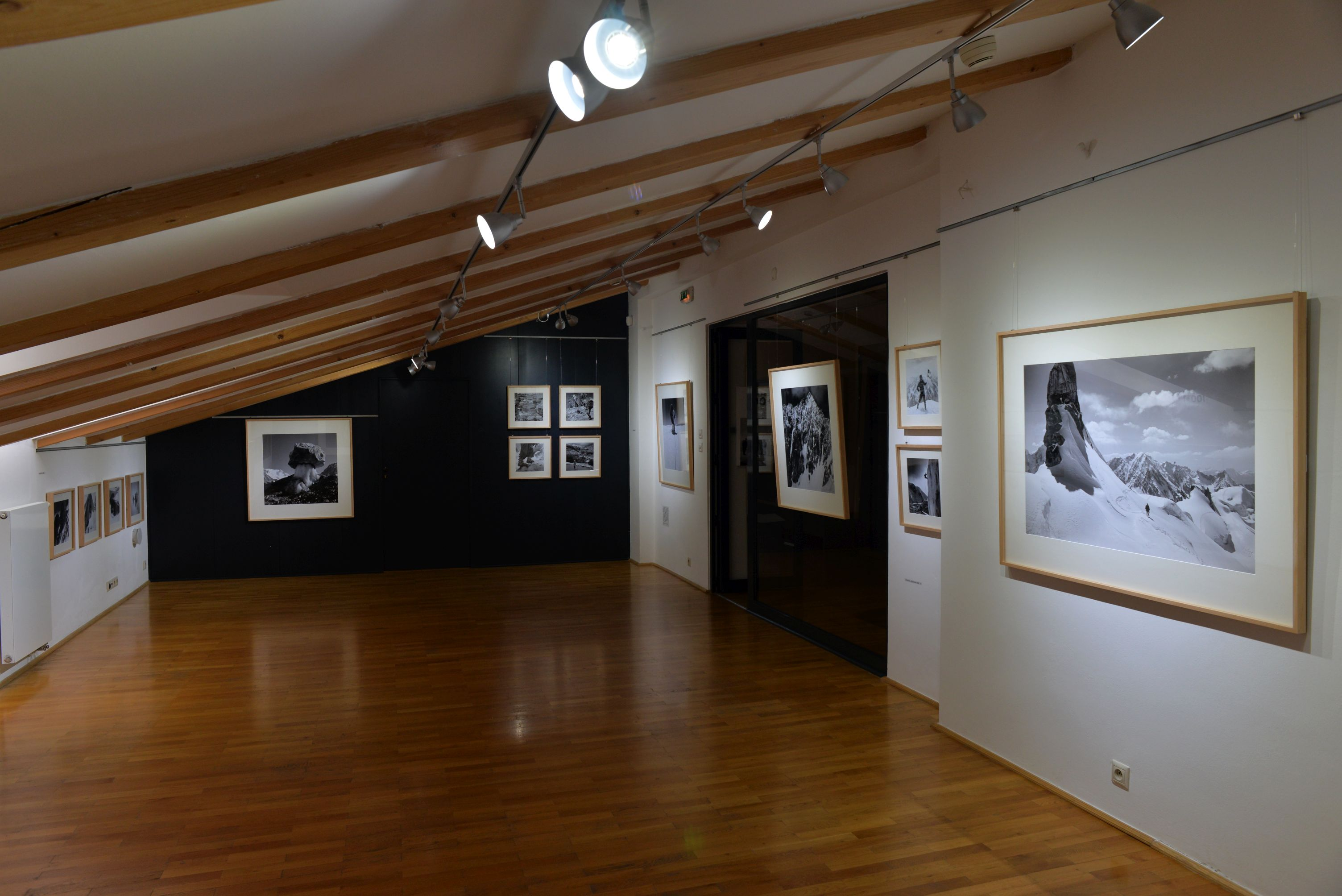
Z výstavy fotografií Viléma Heckela

- Samurajská sláva (ve spolupráci s Náprstkovým muzeem)

2013
- Pavel Sivko – Krajinou grafiky
- Podniková propagace Tatry Kopřivnice
- Jiné Vánoce (ve spolupráci s Náprstkovým muzeem)

2014
- Merkur
- Petr Helbich – Kamerou Josefa Sudka
- Josef Sudek – Z Beskyd (ve spolupráci s Uměleckoprůmyslovým museem v Praze)

2015

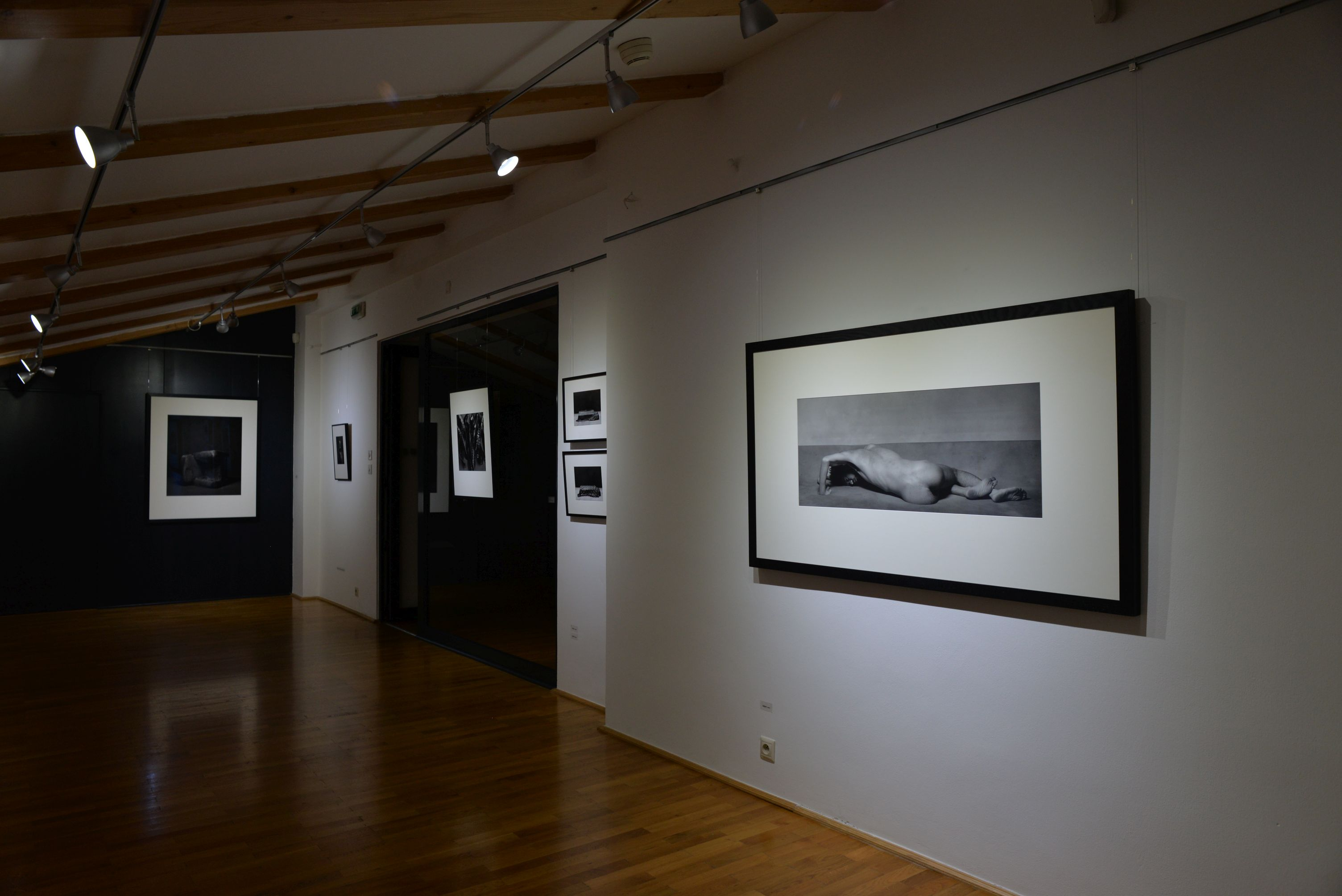
Instalace fotografií Ivana Pinkavy

- Zdeněk Burian – Malíř z Kopřivnice
- Václav Sivko – Grafika
- Jan Reich – Bohemia

2016
- Jan Hrnčárek – Z mého kraje
- Stopa (interaktivní výstava o kriminalistice; ve spolupráci s Mendelovým muzeem v Brně)
- Sudek-Sivko – Přátelé

2017
- Gabina Fárová – Fotografie
- Eduard Ingriš – Na cestě světem
- Adam Kašpar – Archiv lesa

2018

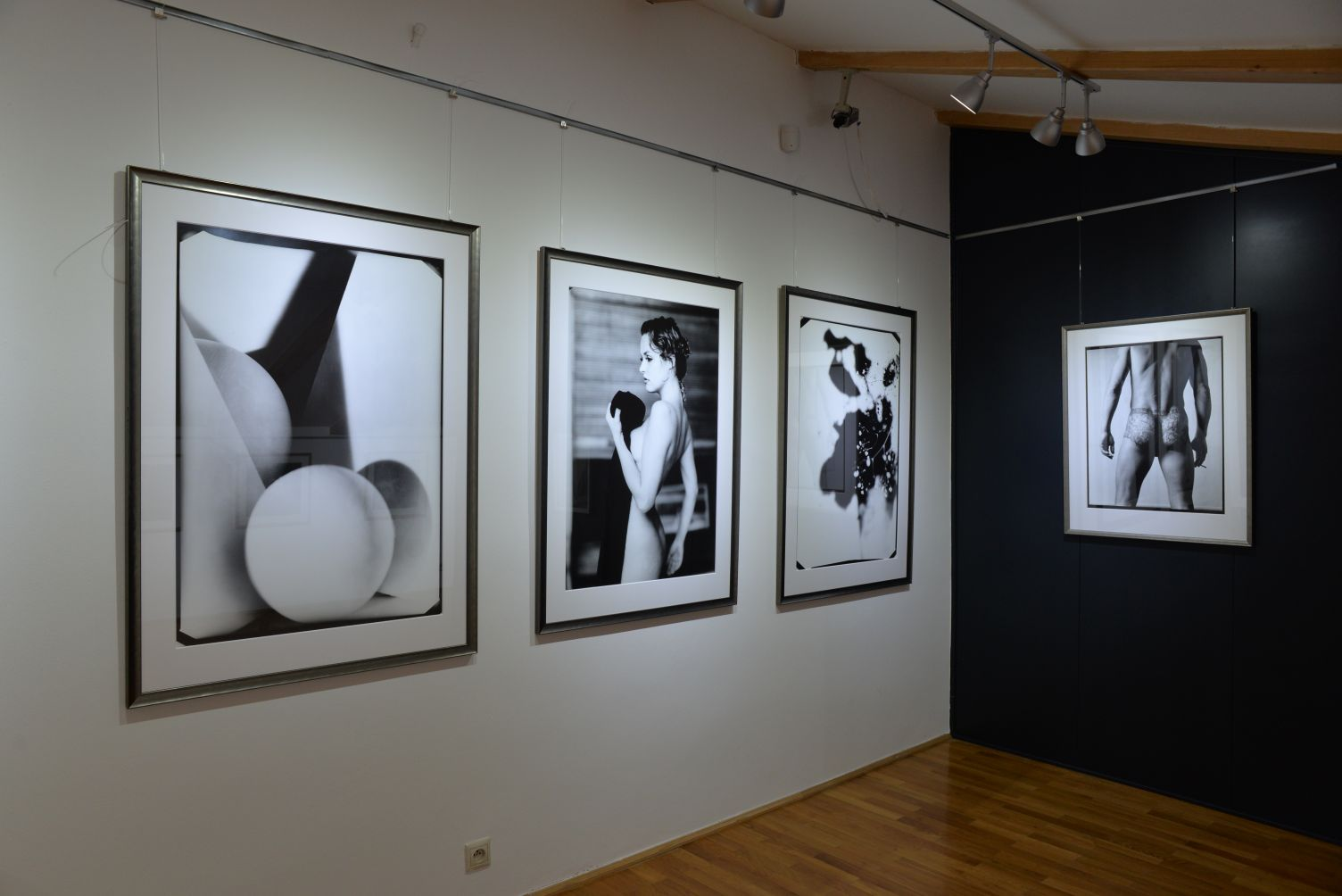
Fotografie Gabiny Fárové

- Hradní fotoarchiv (ve spolupráci s Národním muzeem)
- Jan Kavan – Grafika
- Ivan Pinkava – Zbývá jen zlato

2019
- Josef Blecha - Karikatura v hudbě, hudba v karikatuře
- Vilém Heckel - 100+1
- Petr Helbich - Osamělý poutník (výstava k 90. narozeninám autora)

2020
- Lenka Falušiová - Grafika

2021
- Ondřej Přibyl - Modrý obdélník

### Publikační činnost
SUDEK, Josef. Z Beskyd. Příprava vydání Pavel Dvořák. První. vyd. Kopřivnice, Praha : Ateliér Fotorenesance, 2014. ISBN 978-80-905763-1-5.
HELBICH, Petr. O Sudkovi a o sobě. Příprava vydání Pavel Dvořák a Jiří Klučka, Kopřivnice : Regionální muzeum v Kopřivnici - Lašské muzeum, 2019. ISBN 978-80-907698-0-9.

## Galerie

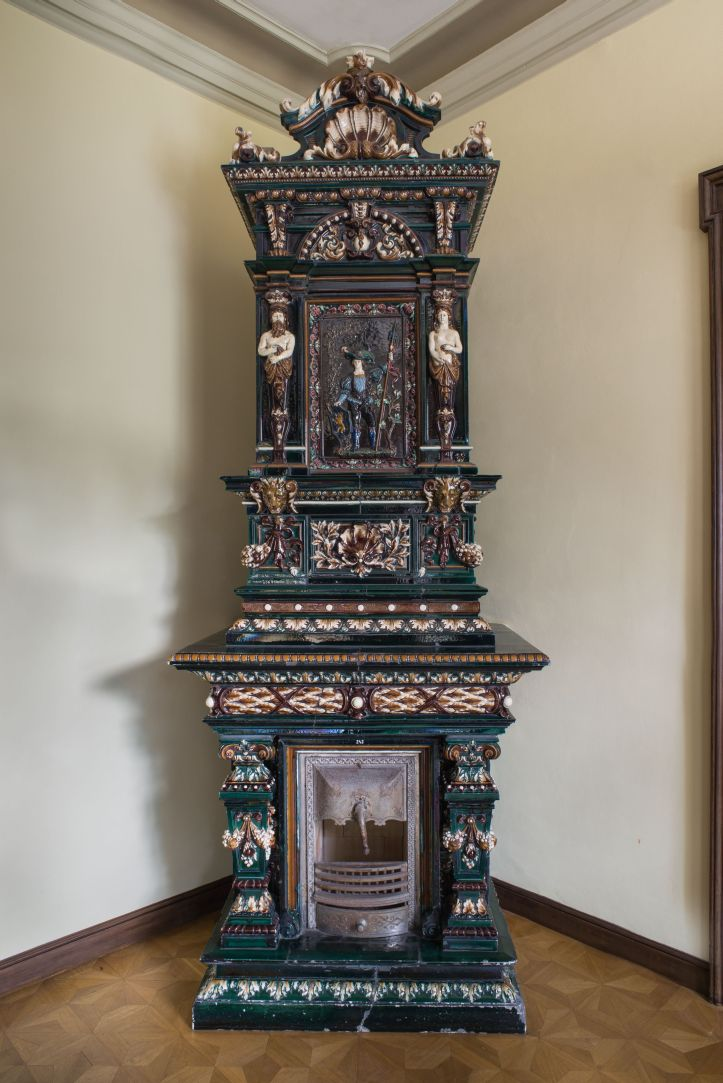
Kachlová kamna s figurálními motivy

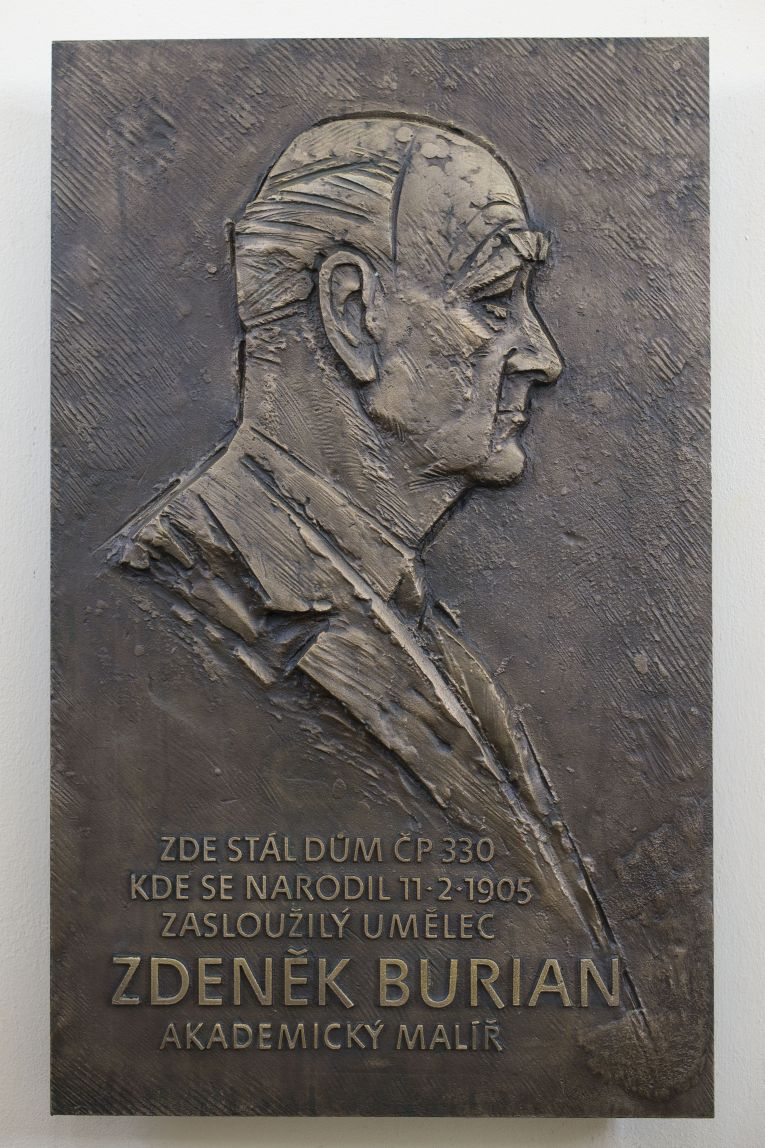
Pamětní deska Zdeňka Buriana